# Юлия Паула
Юлия Корнелия Паула (на латински: Iulia Cornelia Paula; от 220 г. – на латински: Iulia Paula Augusta) е първата съпруга на римския император Елагабал, за която той се жени при пристигането си в Рим през 219 г.

## Биография
Юлия е от рода на Корнелиите. Тя е високообразована и шармантна жена от изтъкната сирийска фамилия. Дъщеря е на римския претор и юрист Юлий Павел, преториански префект на преторианската гвардия в Рим, който е изпратен в изгнание, когато Елагабал се разделя с нея.
През 220 г. Юлия Паула е издигната в ранг Августа от Елагабал. Когато към края на 220 г. императорът се увлича по Аквилия Севера, той се разделя с първата си съпруга. След това за Юлия Паула няма други сведения.